# オラティーノ
オラティーノ（イタリア語: Oratino）は、イタリア共和国モリーゼ州カンポバッソ県にある、人口約1,700人の基礎自治体（コムーネ）。

## 地理

### 位置・広がり

#### 隣接コムーネ
隣接するコムーネは以下の通り。
- ブッソ
- カンポバッソ
- カストロピニャーノ
- リパリモザーニ

## 文化・観光
「イタリアの最も美しい村」クラブ加盟コムーネである。